# Ладыжин (Калинковичский район)
Ладыжин (бел. Ладыжын) — деревня в Сыродском сельсовете Калинковичского района Гомельской области Беларуси.

## География

### Расположение
В 4 км на восток от районного центра и железнодорожной станции Калинковичи (на линии Гомель — Лунинец), 119 км от Гомеля.

## Транспортная сеть
Рядом автодорога Гомель — Лунинец. Планировка состоит из 2 разделённых мелиоративным каналом частей: западной (к широтной прямолинейной улице присоединяются с севера под прямым углом 2 короткие улицы) и восточной (2 короткие широтной ориентации улицы). Застройка преимущественно двусторонняя, редкая, деревянная усадебного типа.

## История
Основана в начале XX века переселенцами из соседних деревень. В 1931 году жители вступили в колхоз, действовала начальная школа (в 1935 году 35 учеников). Во время Великой Отечественной войны 45 жителей погибли на фронте. Согласно переписи 1959 года в составе колхоза «Дружба» (центр — деревня Сырод).

## Население

### Численность
- 2004 год — 44 хозяйства, 71 житель.

### Динамика
- 1959 год — 423 жителя (согласно переписи).
- 2004 год — 44 хозяйства, 71 житель.